# Pineland (Florida)
Pineland ist ein census-designated place (CDP) im Lee County im US-Bundesstaat Florida. Das U.S. Census Bureau hat bei der Volkszählung 2020 eine Einwohnerzahl von 466 ermittelt. 

## Geographie
Pineland befindet sich im Norden der Insel Pine Island. Die Insel ist über eine Brücke mit Cape Coral verbunden. Der CDP befindet sich rund 34 km westlich von Fort Myers sowie etwa 210 km von Tampa und 260 km von Miami entfernt.

## Demographische Daten
Laut der Volkszählung 2010 verteilten sich die damaligen 407 Einwohner auf 294 Haushalte. Die Bevölkerungsdichte lag bei 169,6 Einw./km². 94,8 % der Bevölkerung bezeichneten sich als Weiße. 1,5 % gaben die Angehörigkeit zu einer anderen Ethnie und 3,7 % zu mehreren Ethnien an. 5,2 % der Bevölkerung bestand aus Hispanics oder Latinos.
Im Jahr 2010 lebten in 8,7 % aller Haushalte Kinder unter 18 Jahren sowie 49,0 % aller Haushalte Personen mit mindestens 65 Jahren. 63,0 % der Haushalte waren Familienhaushalte (bestehend aus verheirateten Paaren mit oder ohne Nachkommen bzw. einem Elternteil mit Nachkomme). Die durchschnittliche Größe eines Haushalts lag bei 1,96 Personen und die durchschnittliche Familiengröße bei 2,37 Personen.
9,2 % der Bevölkerung waren jünger als 20 Jahre, 9,2 % waren 20 bis 39 Jahre alt, 31,9 % waren 40 bis 59 Jahre alt und 49,9 % waren mindestens 60 Jahre alt. Das mittlere Alter betrug 60 Jahre. 47,2 % der Bevölkerung waren männlich und 52,8 % weiblich.
Das durchschnittliche Jahreseinkommen lag bei 38.487 $, dabei lebte niemand unter der Armutsgrenze.
Im Jahr 2000 war Englisch die Muttersprache von 100 % der Bevölkerung.

## Sehenswürdigkeiten
Die Josslyn Island Site und der Pineland Archeological District sind im National Register of Historic Places gelistet.